# Партизанська сільська рада (Приморський район)
| Партизанська сільська рада — колишній орган місцевого самоврядування у Приморському районі Запорізької області з адміністративним центром у с. Партизани. Історична дата утворення: 1938 рік. Водойми на території сільради: р. Обіточна. Сільській раді підпорядковані населені пункти: - с. Новопавлівка |

## Склад ради
Рада складається з 16 депутатів та голови.
Партійний склад ради: Самовисування — 5, Партія регіонів — 9, КПУ — 1, Партія промисловців і підприємців України — 1.

### Керівний склад ради
| ПІБ                         | Основні відомості                                                 | Дата обрання | Дата звільнення |
| --------------------------- | ----------------------------------------------------------------- | ------------ | --------------- |
| Перетятько Наталія Ігорівна | Сільський голова, 1959 року народження, освіта, позапартійна      | 26.03.2006   | 31.10.2010      |
| Перетятько Наталя Ігорівна  | Сільський голова, 1959 року народження, освіта вища, позапартійна | 31.10.2010   |                 |

Примітка: таблиця складена за даними джерела